# Podgórze (województwo pomorskie)
Podgórze (kaszub. Pòdgòrzé, niem. Karlswalde) – wieś w Polsce, położona w województwie pomorskim, w powiecie bytowskim, w gminie Kołczygłowy.
| SIMC    | Nazwa    | Rodzaj    |
| ------- | -------- | --------- |
| 0746142 | Grępno   | część wsi |
| 0746159 | Łączka   | część wsi |
| 0746165 | Osowie   | część wsi |
| 0746171 | Smolenko | część wsi |

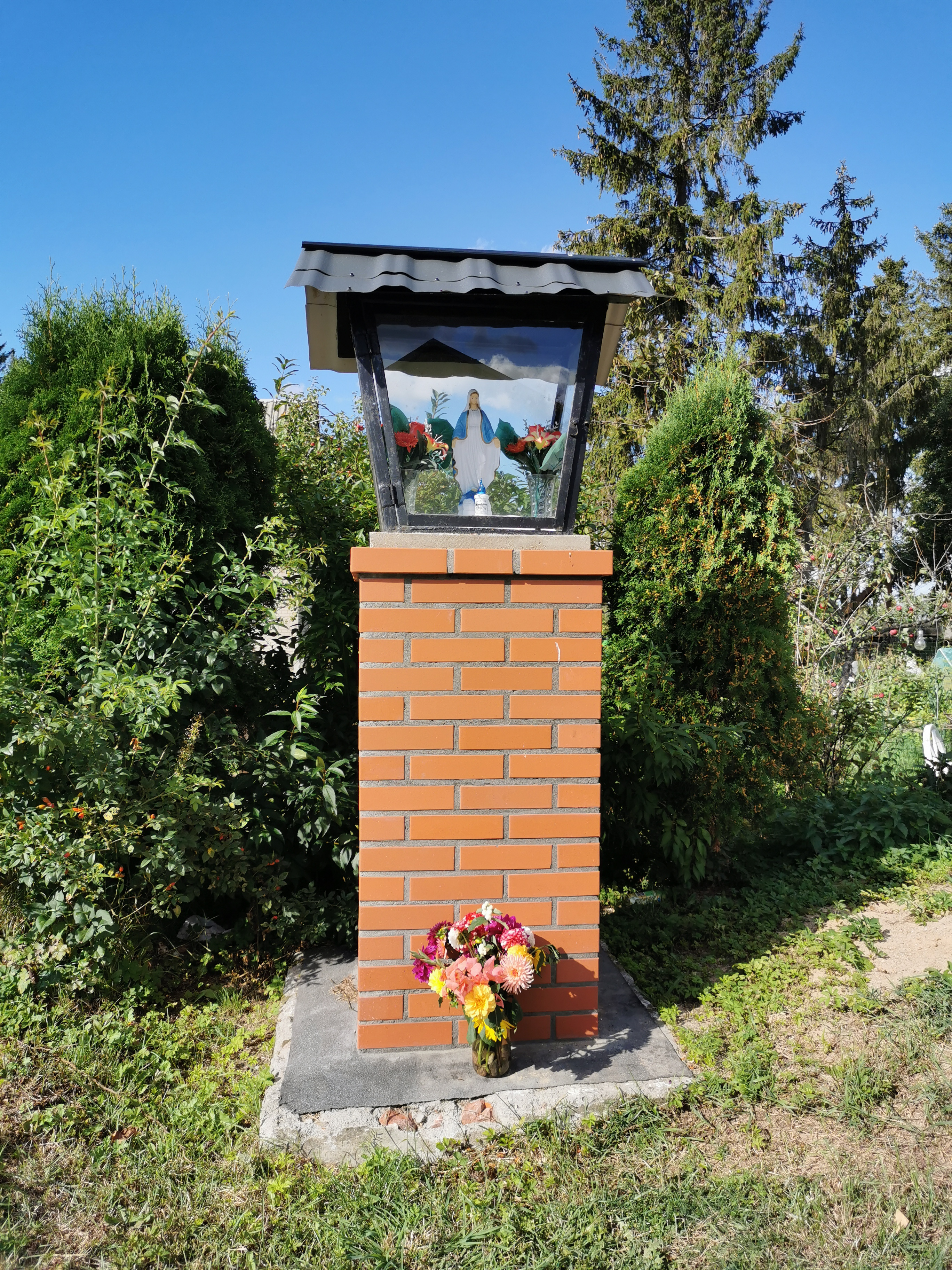
Przydrożna kapliczka w Podgórzu

Wieś na Pojezierzu Bytowskim, stanowi sołectwo gminy Kołczygłowy. W obrębie ewidencyjnym Podgórza położona jest większa część Jeziora Czarnego Wielkiego i Czarnego Małego.
W latach 1975–1998 miejscowość administracyjnie należała do województwa słupskiego.